# 有刺鉄線 (バンド)
有刺鉄線（ゆうしてっせん）は、日本のパンク・ロック・バンド。インディーズにて東京都を拠点に活動していた。キラキラレコードに所属。歌詞はすべて日本語によるもので、日本語のロックとしてジャンル分けされる。

## メンバー
- ユーセフ（ボーカル）
  - バンド解散後は、「ユーセフ・カサブランカ」としてソロ活動している。
- 山崎義則（ギター）
  - 現在は、青春プログレバンド「ナミダロジック」として活動している。
- 鹿内武蔵（ベース）
  - 現在は、青春プログレバンド「ナミダロジック」として活動している。
- SHIOSE（ドラムス）

### 旧メンバー
- タシロ（ボーカル）
- 森裕史（ベース）
- Mr.メキシコ（ドラムス）

## 来歴
2004年に山崎が中心となり結成、同年12月に下北沢にて初ライブを行う。しばらくの間はメンバーチェンジが激しかった。2006年4月にMr.メキシコが加入する。その後、ライブや自主制作による音源のリリースを重ね、2007年6月にキラキラレコード主催のオムニバスCDに参加する。同年10月には同社よりフルアルバムをリリースする。同アルバムでは武田鉄矢の楽曲「少年期」をカバーした。
2008年9月にオリジナルメンバーである山崎を残し、メンバーチェンジ。ボーカルにはモロッコ出身だが、日本語で歌を歌うユーセフ、ベースには山崎との旧友・鹿内武蔵をむかえ新体制となる。
2009年1月にシングル「忘れな草」をリリース。
2009年9月にサポートドラム・SHIOSEが正式メンバーとして加入。
2010年3月に2枚目のアルバム『放課後のシンパシー』をリリース。
2011年3月19日、東日本大震災による福島第一原子力発電所事故後、ボーカルのユーセフが東京から沖縄の那覇へメンバーへの連絡なく退避。震災の状況が改善するまで活動休止の提案はしたが、すでに決まっているライブに出演するべきと、他のメンバーがそれを拒否した。そのため活動の継続が不可能となり、解散した。

## 作品

### シングル
- 忘れな草 （2009年1月21日）
  1. 忘れな草
  2. いとしー人
  3. 素敵なクズ

### アルバム
- 放課後サビシガリックシンドローム （2007年10月21日）
  1. あの頃、オレンジの靴
  2. 精神病グラフィティー
  3. ミラーボール
  4. 分岐点
  5. 少年期
  6. 笑顔
  7. みそ
  8. シアワセベル
  9. ハンドインハンド
  10. Feel So Free
  11. ぼくらのうた

- 放課後のシンパシー （2010年3月21日）
  1. サマーナイトシンパシー
  2. 忘れな草
  3. マチボウケ
  4. 分岐点
  5. 過去形症候群
  6. 冷淡なBabe
  7. もういいかい
  8. シンガリ
  9. 次世代の魔法
  10. 戦車と石
  11. ステージ
  12. あの頃、オレンジの靴

### 参加オムニバス
- OCEAN （2007年6月21日）
  - 「ぼくらのうた」「ユララ」で参加。

### 自主制作盤
- ドキ!!アブないハレンチ学園スクール
  1. 分岐点
  2. 言葉
  3. いとしー人
  4. Feel So Free
  5. アンプラグド
- 有刺鉄線デモCD5曲入り200円
  1. Introduction
  2. 過去形症候群
  3. 精神病グラフィティー
  4. ミラーボール
  5. 少年期
  6. あの頃、オレンジの靴